# Лузенин, Геннадий Павлович
Генна́дий Па́влович Лузенин (1908—1943) — советский хоровой дирижёр и педагог.

## Биография
Родился 12 января 1909 года в посёлке Мотовилиха Пермской губернии, ныне Мотовилихинский район Перми, в семье потомственного мотовилихинского кузнеца-металлурга.
В Мотовилихе окончил среднюю школу № 2 и местную музыкальную школу. В 1924 году поступил учиться в Пермское музыкальное училище (ныне Пермский музыкальный колледж). По его окончании создал первый в Мотовилихе народный хор в рабочем клубе им. Якова Свердлова. Одновременно Геннадий Лузенин работал учителем музыки и пения в пермских школах № 14 и № 17. В 1930 году Пермский отдел народного образования направил Лузенина на учёбу в Москву, где он поступил в Московскую консерваторию им. П. И. Чайковского. Окончив в 1935 году дирижёрско-хоровое отделение консерватории, Г. П. Лузенин возглавил хор оперной студии Московской консерватории, став его главным дирижёром и художественным руководителем.
В 1938 году Лузенина пригласили во вновь создаваемый хор Московской государственной филармонии, который под его руководством стал известным хоровым коллективом Советского Союза — выступал на концертных эстрадах Москвы и Ленинграда, а также в клубах и Домах культуры многих городов СССР. Одновременно по 1941 год преподавал в Московской консерватории.
С началом Великой Отечественной войны Геннадий Лузенин добровольцем ушел на фронт. Служил в батальоне им. П. И. Чайковского 8-й Краснопресненской дивизии народного ополчения города Москвы. При окружении дивизии попал в плен и находился в Кричевском лагере смерти в Белорусской ССР. Среди попавших в плен был и давний знакомый Лузенина — Александр Окаёмов.
Немецкие оккупационные власти инициировали создание хора из заключённых концлагеря с целью сделать его выступления орудием пропаганды «нового порядка». Согласившись на участие в этом хоре и выйдя из лагеря на свободу, Окаёмов и Лузенин установили связь с кричевским подпольем и получили прозвище «Артисты». Часто выезжая с концертами в другие регионы, они распространяли листовки и приносили сведения, собранные ими во время поездок. Их нелегальная деятельность была раскрыта в результате предательства одного из участников хора — Владимира Ткаченко. Лузенина и Окаёмова схватили и поместили в кричевскую тюрьму, откуда в ночь с 20 на 21 февраля 1943 года был совершён побег, приведший к репрессиям со стороны нацистского командования к оставшимся заключённым. Утром 21 февраля 1943 года их расстреляли в окрестностях города Кричева в районе деревни Прудок, рядом с озером Чёрным.

## Память
- В фондах Государственного архива Пермского края имеются документы и фотографии, относящиеся к Геннадию Лузенину.
- Г. П. Лузенин был посмертно награждён орденом Отечественной войны I степени.
- Его имя занесено на мраморную доску в Концертном зале им. П. И. Чайковского.
- На месте расстрела Лузенина и Окаёмова установлен обелиск.
- О последних годах жизни Лузенина и Окаёмова пермский писатель и журналист Алексей Михайлович Домнин написал повесть «Последний глоток воздуха», вышедшую в 1963 году в Пермском книжном издательстве.[1]
- Именем Геннадия Павловича Лузенина названа одна из улиц города Кричева.